# Псайкер
Сайкер (англ. Psyker) — у вигаданому всесвіті Warhammer 40000 істота, здатна одним лише зусиллям волі змінювати реальність, послуговуючись силами паралельного світу Варпу. Сайкери здатні до телепатії, телекінезу, пірокінезу, ясновидіння і подібних речей. Люди мають схильність до псайкерства, однак Сайкери все одно досить рідкісні, а застосування ними своїх сил загрожує створити прориви у Варп.

## Люди
Сайкери зустрічаються серед людей і можуть як служити державі людства Імперіуму, так і опинитися в статусі злочинців і ворогів людства. Пересічні громадяни Імперіуму бояться і ненавидять їх як чаклунів чи одержимих демонами. Невиявлений вчасно псайкер потенційно становить небезпеку всьому людству. Організація Інквізиція займається пошуками таких та вербуванням для служби Імперіуму. Слабкі, або навпаки неконтрольовано сильні, зазвичай знищуються, оскільки невміле використання сил варпу може призвести до непередбачуваних вибухів енергії, масових смертей або навіть знищення цілих поселень. Історія Імперіуму знає випадки, коли неконтрольовані псайкери спричиняли катастрофи планетарного масштабу.. Решта, звані санкціонованими, після навчання отримують дозвіл на користування своїми силами на благо держави. Вони служать для передачі між зоряними системами телепатичних повідомлень, навігації космічних кораблів, а також у армії. Наймогутніших і вірних псайкерів відправляють на підготовку бібліаріїв Космодесанту чи у свиту інквізиторів, де вони з часом самі можуть стати інквізиторами. Крім того силою псайкерів підживлюється психічний маяк Астрономікан, розміщений на Землі, хоча це і вбиває тисячі псайкерів щомісяця. Найсильніший відомий псайкер — Бог-Імператор людства.
Служителі Хаосу не обмежують себе у використанні психічних сил, але тим самим приводять в реальний світ з Варпу демонів і можуть бути захоплені ними.

## Інші раси
Елдари — практично всі елдари є псайкерами від природи, але використанням ними своїх сил загрожує привернути увагу бога Слаанеш, який(яка)  пожирає душі елдарів. Серед цієї раси активними псайкерами є Ясновидячі та Чародії. Перші використовують свої сили передусім для передбачення майбутнього, другі — для бою. Темні елдари, що відкололися від них, не практикують псайкерство аби не наражати себе на небезпеки з боку Слаанеш.
Орки — всі орки генерують силу «Вааагх!», завдяки якій те, в що вони вірять, стає реальністю. Кожен орк дуже слабкий псайкер, однак в натовпі їхні сили сумуються. Особливі орки, звані Вірдбоями або ж Чудилами, здатні спрямовувати цю силу в конкретне русло.
Тираніди — всі ці істоти пов'зані телепатично і спеціалізовані організми, такі як Зоантропи, володіють псайкерськими можливостями, застосовуваними в бою. Крім того Рій тиранідів відкидає так звану Тінь у Варпі, яка блокує можливості інших псайкерів на просторах галактики.
Тау — особливі тим, що не мають жодних псайкерських здібностей. Разом з тим вони не сприйнятливі до прямих впливів інших псайкерів.